# مكتب البريد المركزي في بوينس آيرس
مكتب البريد المركزي في بوينس آيرس (بالإسبانية: Palacio de Correos y Telecomunicaciones)‏ ويُعرف اختصارًا باسمِ مكتب البريد المركزي هوَ مكتب البريد المركزي في العاصمة بوينس آيرس فِي الأرجنتين. صُمّم هذا المبنى الكلاسيكي بالاعتمادِ على عمارة الفنون الجميلة وذلكَ من قبل المهندس المعماري الفرنسي نوربرت مايلارت. بدأ تشييد هذا المبنى في عام 1899 وبعد العديد من الوقفات الطويلة والتغيرات افتُتحَ في عام 1928. أُعلن عن كونِ المبنى من التراث الوطني في عام 1997 بسبب النمط المعماري التاريخي وأهمية الأعمال الفنية داخل المبنى. توقفت أنشطة مكتب البريد في عام 2003 وبعد سنتين بدأت الحكومة مناقصة لتحويل المبنى إلى مركز ثقافي كجزء من الاحتفالات لإحياء الذكرى الـ 200 لثورة مايو. الاسم الأول الذي تم اختياره هو المركز الثقافي ديل بيسينتناريو لكنّه غُيّر في وقتٍ لاحقٍ إلى المركز الثقافي نستور كيرشنر في عام 2012.
جُدّد مبنى مكتب البريد المركزي عدّة مرات كما تمّ ترميمهُ وبات الآن يُعرف باسمِ المركز الثقافي نستور كيرشنر الذي افتُتحَ في مايو 2015 وهو أكبر مركز ثقافي في أمريكا اللاتينية ورابع أكبر مركز ثقافي على مستوى العالم.

## التاريخ

### المشروع الأصلي

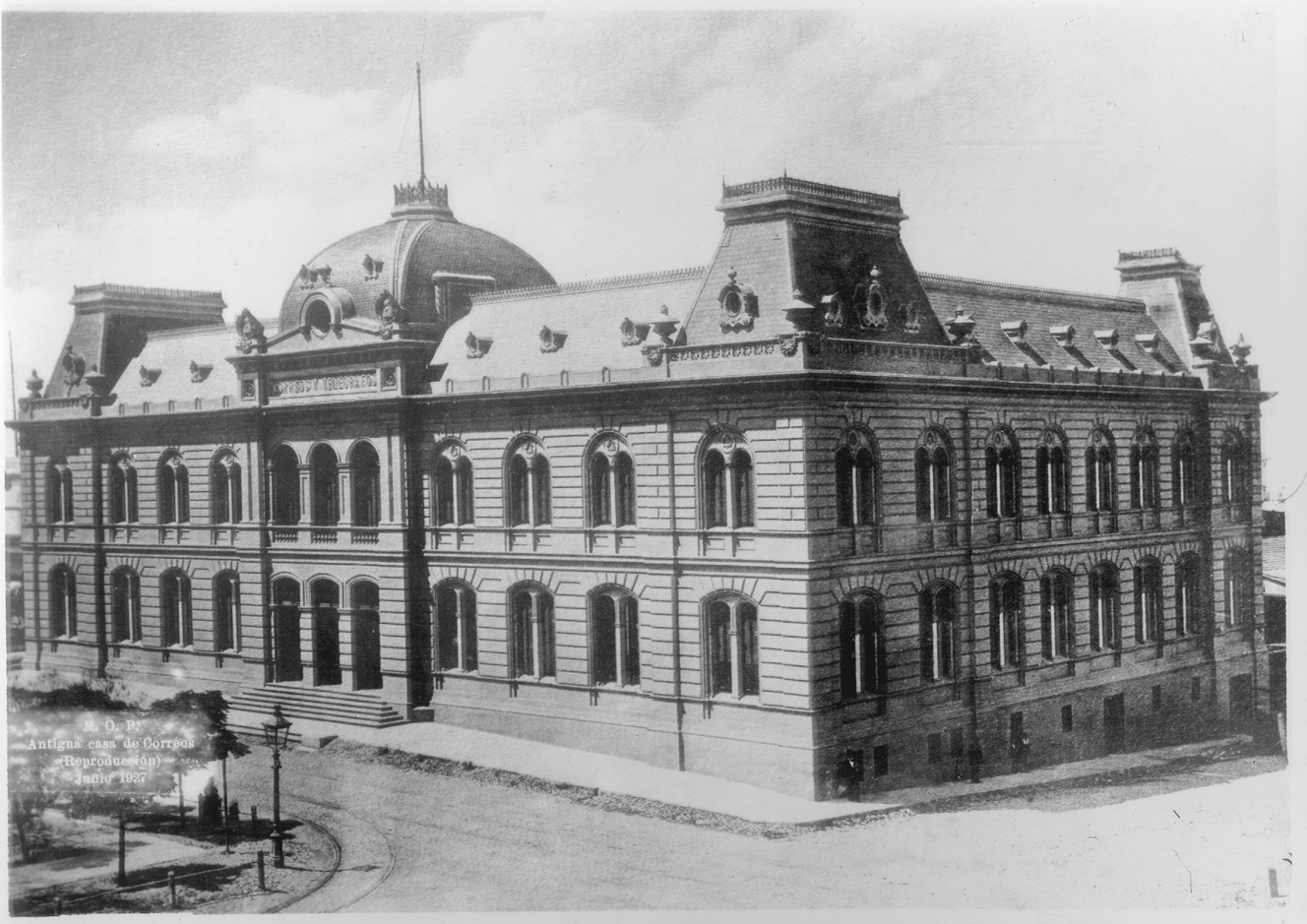
مبنى مكتب البريد السابق (عام 1873) الذي أصبحَ حاليًا جزء من كاسا روسادا.

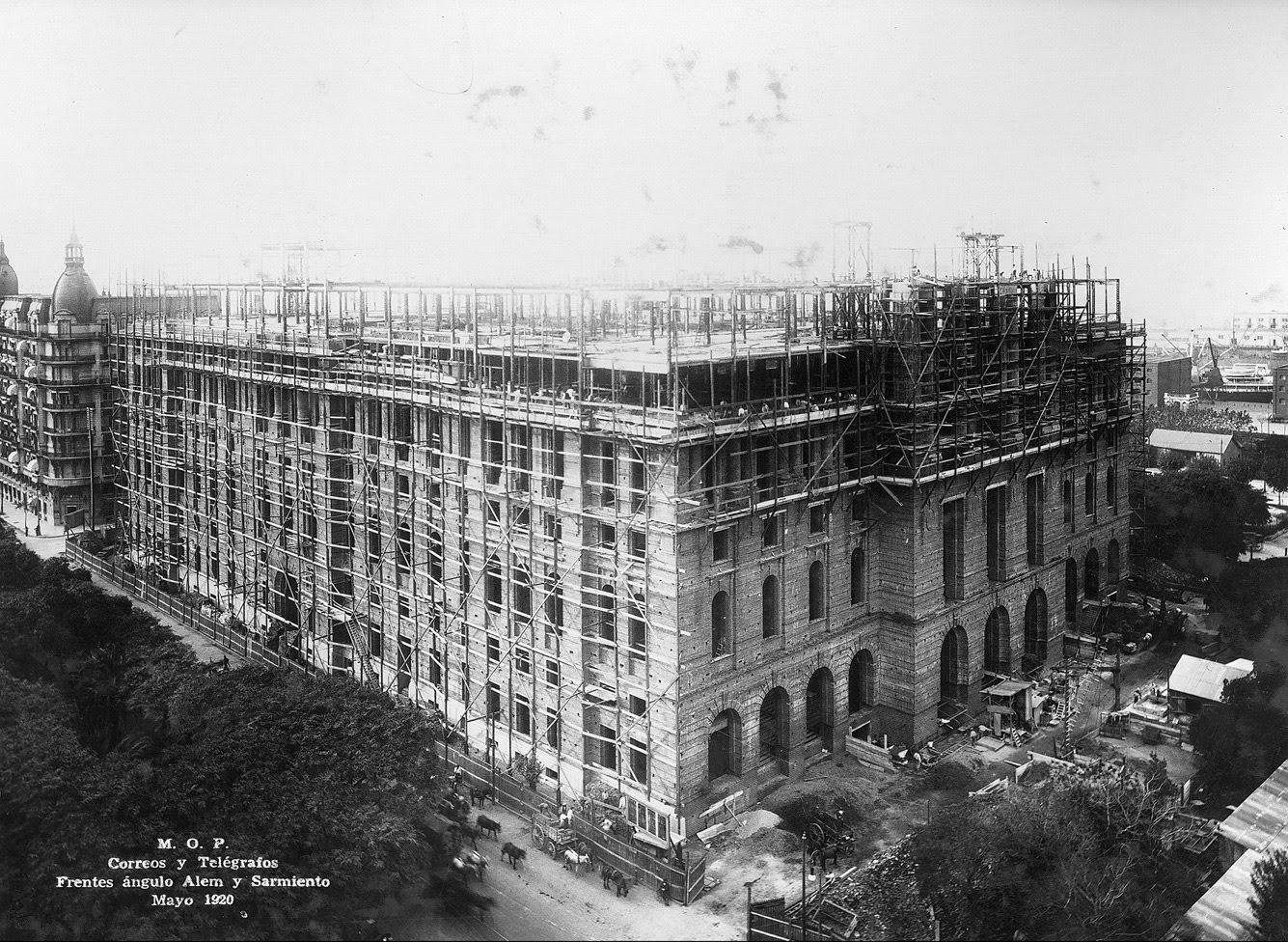
المبنى تحت الإنشاء عام 1920.

بسبب زيادة الطلب على الخدمات البريدية في الأرجنتين في عام 1888؛ قرّرت الدولة تشييدَ مكتبٍ للبريد بناءًا على مقعد الخدمة البريدية. في البداية تعاقدت وزارة الأشغال العامة معَ المُهندس الفرنسي نوربرت-أوغست مايلرت من أجلِ تصميم وبناء وتنفيذ المشروع. اعتمدَ المهندس على بناء يستند إلى مبنى مكتب البريد المركزي في مدينة نيويورك. حصلَ المشروع على موافقة من الرئيس ميغيل خواريز سيلمان فبدأ مايلرت العمل في عام 1889 على الأرض المُحدّدة للمشروع. توقفَ العمل في عام 1890 بسبب الانهيار الاقتصادي الذي تسبب في سقوط الرئيس خواريز سيلمان.

### التعديلات
توقّفَ المشروع حتى عام 1905 حينما أفرجت الحكومة عن الأموال التي جُمدت من أجل استكماله. مرت سنوات عديدة حتى عادَ مايلارت للتخطيط للمبنى بعدَ زيادة الطلب على الخدمات البريدية. تمّ التعاقد معَ مايلارت مُجددًا في عام 1908 لتنفيذ المشروع الجديد. على عكس المشروع السابق؛ كان امشروع المبنى الجديد مدخل على شارع سارمينتو ولتسهيل الوصول إلى المبنى؛ كانَ من المُخطط بناء جسور للمشاة تُوصِلُ لِداخل المبنى بجانب سطح منحدر لربط تلك الشوارع مع الجادة. جديرٌ بالذكر هنا أنّ بعض المباني المحيطة مثلَ بورصة بوينس آيرس قد شُيّدت وفقا لهذا المشروع.

### النسخة النهائية

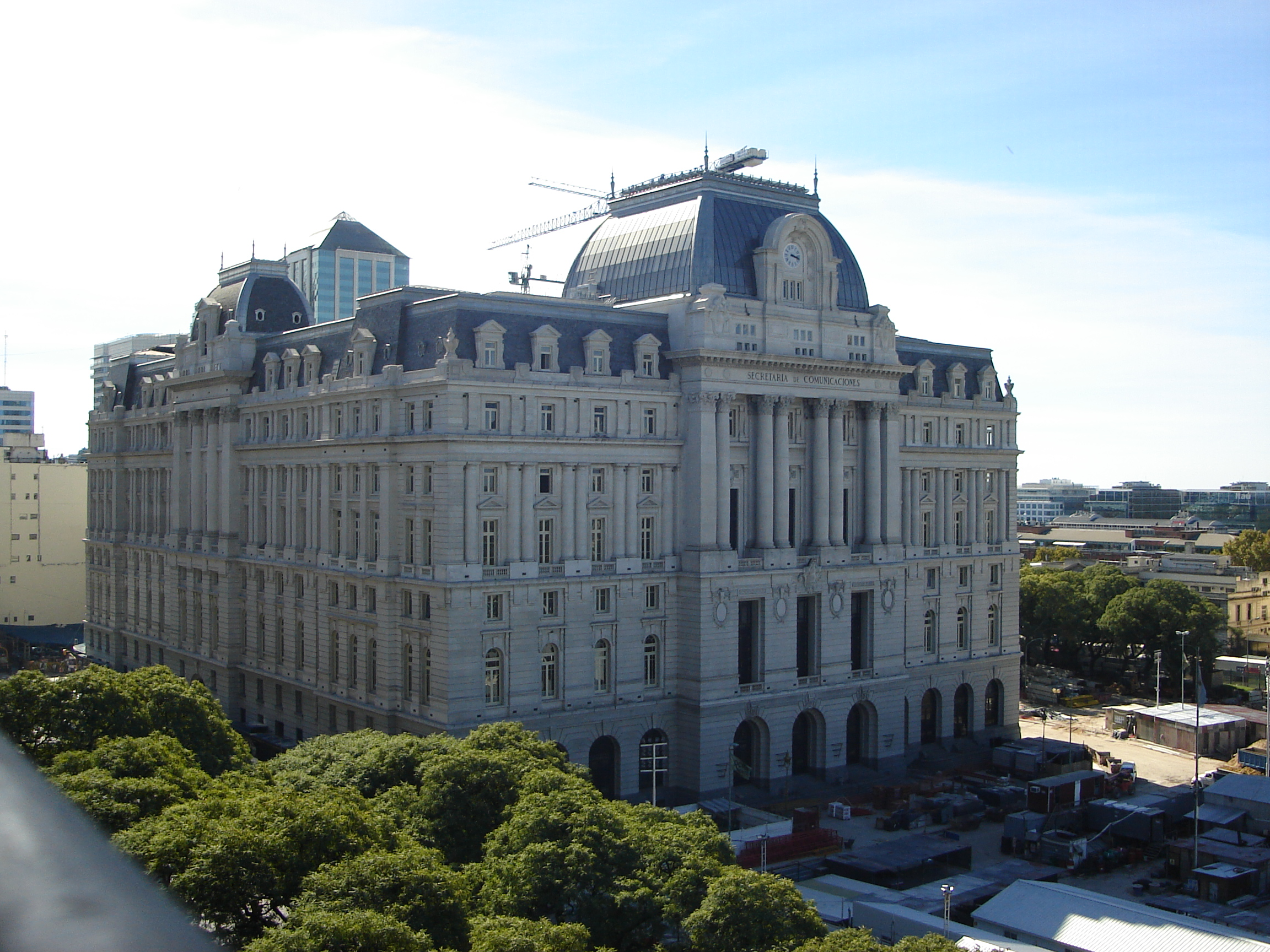
المبنى في عام 2013.

بحلول عام 1911؛ تقاعدَ مايلارت من المشروع بسببِ خلافٍ نشب بينهُ وبينَ السلطات فعيّنت هذه الأخيرة مهندسًا من روسيا يُدعى جاك سبولسكي لمواصلة المشروع. صمّم هذا الأخير المبنى في محافظة توكومان وحاولَ مُجانستها معَ روزاريو. عدّل سبولسكي علَى المشروع الأصلي بشكل كبير حيثُ أدخلَ بعض التغييرات الكبيرة التي شملت الهيكل المعدني واستخدام مواد مثل الإسمنت. بسبب أن الأرض تم استصلاحها من ريو دي لا بلاتا كان من الضروري إضافة 10 م (33 قدم) أكوام الخرسانة لتجنب المشاكل مع المؤسسات.
في عام 1916؛ أي بعد عام واحد من تكليف الشركة بالعمل حول المشروع علّقت السلطات بناء الجسور بسبب الأزمة الاقتصادية ونقص المواد نتيجةً للحرب العالميّة الأولى ونتيجة لذلك تغيّرت بعض البنود في المخطط كالنوافذ في الطابق الثاني والمداخل في حين هُدمت بعض الطوابق لتحويل الطابقين الأول والثاني كأقبية في القاعة الرئيسية. نفذت الأموال في عام 1923 إلى حين صدور قانون جديد مكّن المشروع من التمويل مُجددًا. افتُتح المشروع في 28 سبتمبر عام 1928 أي قبل أسبوعين من نهاية ولاية رئيس الأرجنتين مارسيلو توركواتو دي الفير فخلفهُ الرئيس خوان بيرون وزوجته إيفا بيرون اللذان نقلا مكاتبهما في بوينس آيرس إلى مكتب البريد المركزي فيما عمدت إيفا بيرون إلى استخدام المُؤسّسة كمقر لها.
بحلول عام 1997؛ أُعلن عن إقحام المبنى ضمنَ التراث الوطني من خلال القانون 12,665، وذلك بسببِ نمطه المعماري المُميّز والتاريخي.

## المركز الثقافي
أصبح المبنى خاملًا في عام 2005 فقرّر الرئيس نيستور كيرشنر تحويله لمركز ثقافي يستفيدُ منه الشعب الأرجنتيني. بعد 9 سنوات من أعمال البناء والتشييد؛ أُعيدَ افتتاح المركز في 2015 و فسميّ باسم المركز الثقافي نستور كيرشنر نسبةً لاسمِ رئيس الدولة حينَها. 